# Mary Shelley
Mary Wollstonecraft Shelley (de soltera, Godwin; Londres, 30 de agosto de 1797-Londres, 1 de febrero de 1851) fue una escritora, dramaturga, ensayista y biógrafa británica conocida principalmente por ser la autora de la novela gótica Frankenstein o el moderno Prometeo (1818), considerada la primera novela de ciencia ficción moderna y que logra inaugurar el género. También editó y promocionó las obras de su esposo, el poeta y filósofo romántico Percy Bysshe Shelley. Su padre fue el filósofo político William Godwin y su madre la filósofa Mary Wollstonecraft, escritora del libro fundacional del feminismo La Vindicación de los Derechos de la Mujer.
En 1814, Mary Godwin inició una relación sentimental con uno de los seguidores políticos de su padre, Percy Bysshe Shelley, quien ya estaba casado. Los dos, junto con la hermanastra de Mary, Claire Clairmont, vivieron en Francia y viajaron por Europa; a su regreso a Inglaterra, Mary estaba embarazada. Durante los siguientes dos años ella y Percy se enfrentaron al ostracismo social, a las deudas constantes y a la desgracia del fallecimiento de su hija, nacida prematuramente. Se casaron a finales de 1816, tras el suicidio de la primera esposa de Percy Shelley, Harriet.
En 1816, la pareja pasó un verano con George Gordon Byron, John William Polidori y Claire Clairmont cerca de Ginebra, Suiza, donde Mary concibió la idea para su novela Frankenstein. Los Shelley abandonaron Gran Bretaña en 1818 y se mudaron a Italia, donde su segundo y su tercer hijo murieron antes de que Shelley diese a luz a su último hijo, el único que sobrevivió, Percy Florence. En 1822, su esposo Percy Bysshe Shelley se ahogó al hundirse su velero, durante una tormenta en la Bahía de La Spezia. Un año después, Mary Shelley regresó a Inglaterra y desde entonces en adelante se dedicó a la educación de su hijo y a su carrera como escritora profesional. La última década de su vida estuvo plagada de enfermedades, probablemente vinculadas al tumor cerebral que acabaría con ella a los 53 años.
Hasta la década de 1970, Mary Shelley fue principalmente reconocida por sus esfuerzos para publicar las obras de Percy Shelley y por su novela Frankenstein, la cual sigue siendo ampliamente leída y ha inspirado varias adaptaciones en cine y teatro. Recientemente, los historiadores han comenzado a estudiar más detalladamente los logros de Mary Shelley. Los eruditos han mostrado un interés creciente en su producción literaria, particularmente en sus novelas, como las novelas históricas Valperga (1823) y Perkin Warbeck (1830), la novela apocalíptica El último hombre (1826) y sus dos últimas novelas, Lodore (1835) y Falkner (1837). Los estudios de sus trabajos menos conocidos, como el libro de viajes Caminatas en Alemania e Italia (1844) y sus artículos biográficos incluido en la obra de Dionysius Lardner Cabinet Cyclopaedia (1829-1846) apoyan el punto de vista de que Mary Shelley continuó siendo una política radical a lo largo de su vida. Las obras de Mary Shelley a menudo argumentan que la cooperación y la compasión, particularmente las practicadas por las mujeres en sus familias, son las formas de reformar a la sociedad civil. Esta visión constituyó un desafío directo al romanticismo individual promovido por Percy Shelley y a las teorías políticas educativas articuladas por su padre, William Godwin.

## Biografía

### Primeros años

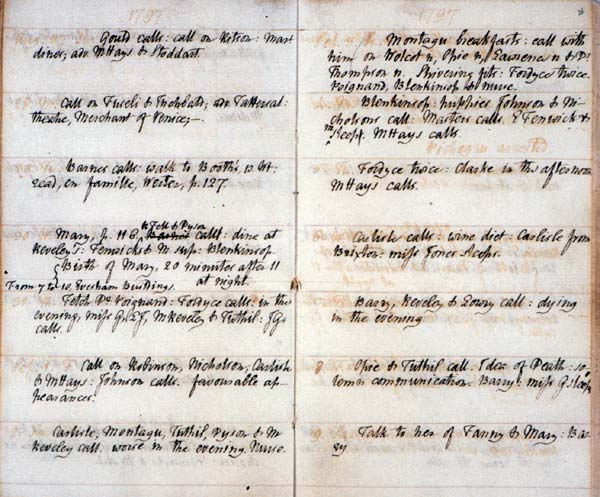
Diario de William Godwin, en el cual narró el nacimiento de su hija, Mary.

Mary Shelley nació como Mary Wollstonecraft Godwin en Somers Town, Londres, en 1797. Fue la segunda hija de la filósofa y escritora feminista Mary Wollstonecraft y la primera hija del filósofo, novelista y periodista William Godwin. 
La madre de Mary falleció de una infección posparto tras darla a luz, por lo que ella y su media hermana mayor, Fanny Imlay, la hija de Wollstonecraft con el americano Gilbert Imlay, serían criadas por su padre.
Transcurrido un año de la muerte de su esposa, Godwin publicó la obra Memorias de la autora de Una Vindicación de los Derechos de la Mujer (1798), la cual consideró un sincero tributo de añoranza hacia ella. Sin embargo, debido a que Memorias revelaba los amoríos de Wollstonecraft y la existencia de su hija ilegítima, la obra fue recibida como escandalosa.
Cuando Mary tenía tres años, Godwin contrajo matrimonio con su vecina, Mary Jane Clairmont. Godwin dio a su hija una educación que la alentó a adherirse a las teorías políticas liberales. Asimismo, Mary Godwin leyó los escritos autobiográficos y los libros de su madre, lo que incrementó la veneración que sentía por su memoria.
Si se juzgan a partir de las cartas de Louisa Jones, ama de llaves y enfermera de William Godwin, los primeros años de Mary fueron felices. Sin embargo, las deudas acosaban a Godwin y, sintiendo que no podría criar a sus hijas solo, comenzó a buscar una segunda esposa. En diciembre de 1801, se casó con Mary Jane Clairmont, una mujer que ya tenía dos hijos: Charles y Claire. A la mayoría de los amigos de Godwin le desagradó su nueva esposa, describiéndola como temperamental y conflictiva; pero Godwin fue muy devoto de ella y el matrimonio fue exitoso. Mary Godwin, por su parte, llegó a detestar a su madrastra. El biógrafo del siglo XIX de William Godwin, C. Kegan Paul, más tarde sugirió que la Sra. Godwin había favorecido a sus propios hijos sobre los de Mary Wollstonecraft.
Juntos, los Godwin crearon una firma editorial llamada M. J. Godwin, que vendía tanto libros para niños como artículos de papelería, mapas y juegos. Sin embargo, el negocio no tuvo éxito y Godwin se vio obligado a pedir prestadas grandes sumas de dinero para mantenerlo. Sus deudas fueron creciendo progresivamente, aumentando también así sus problemas. Para 1809, el negocio de Godwin estuvo a punto de ser cerrado y el escritor quedó «al borde de la desesperación». Godwin logró salvarse de la cárcel por moroso gracias a filósofos entusiastas tales como Francis Place, quien le prestó dinero para que pagase sus deudas.

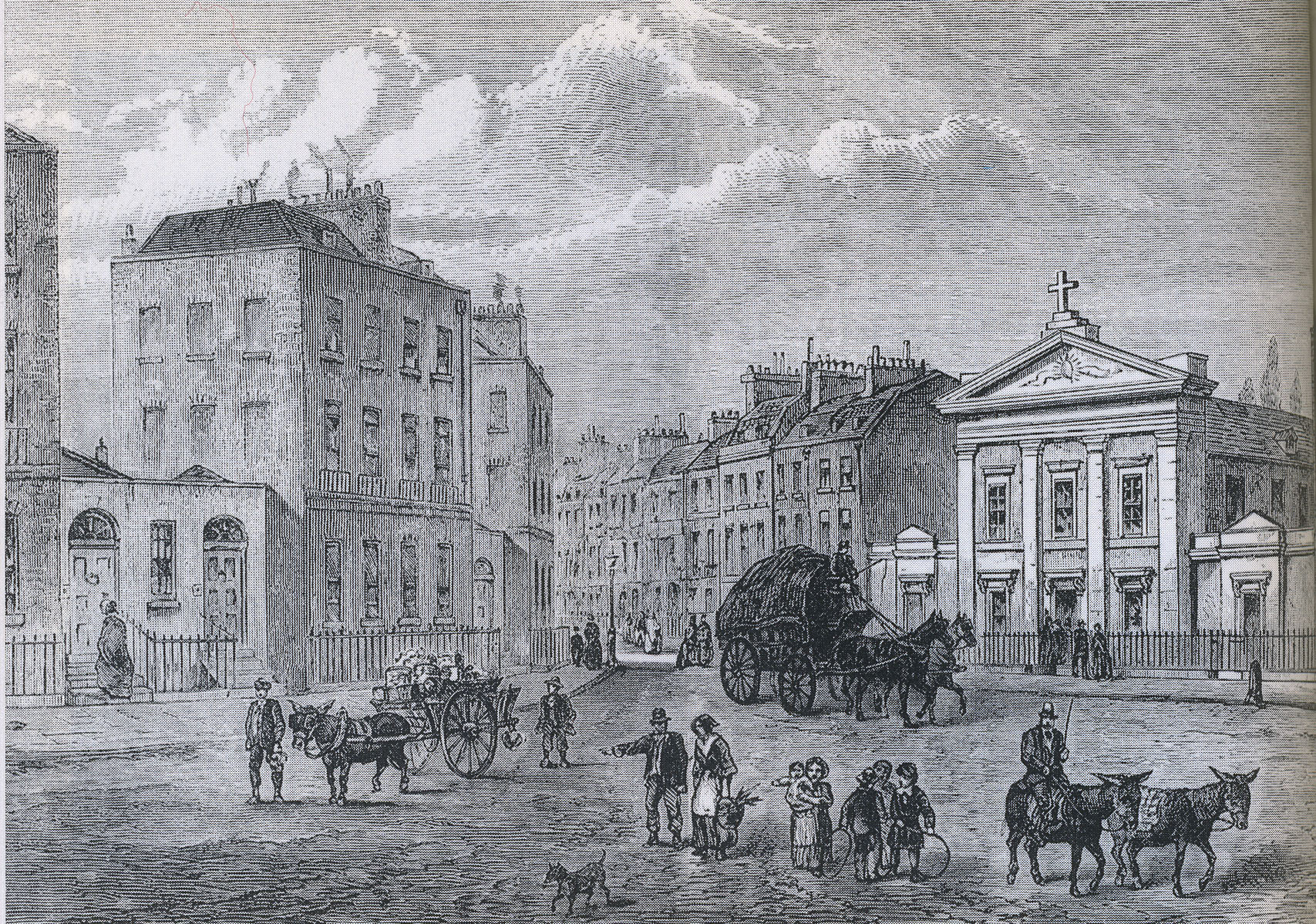
El Polygon (a la izquierda) en Somers Town, Londres, entre Camden Town y St. Pancras, en donde Mary Godwin nació y pasó sus primeros años.

Aunque Mary Godwin recibió una educación muy informal, su padre la instruyó en muy diversas materias. A menudo enseñaba a sus hijos con métodos educacionales antiguos y ellos tenían acceso a su biblioteca; además, tenían contacto con el gran número de intelectuales que los visitaban, incluyendo al poeta romántico Samuel Taylor Coleridge y al antiguo vicepresidente de los Estados Unidos Aaron Burr. Godwin admitió que no estaba educando a sus hijos según la filosofía de Mary Wollstonecraft, filosofía que se vio expresada en obras tales como Una Vindicación de los Derechos de la Mujer (1792). Mary Godwin, sin embargo, recibió una educación avanzada para una niña de su época. Tuvo una institutriz y una tutora, y leyó varios de los libros para niños de su padre sobre historia antigua de Roma y Grecia en su lengua original. Durante seis meses, en 1811, vivió en un internado en Ramsgate. Su padre la describió a los quince años como una chica «singularmente valiente, un tanto impetuosa y de mente abierta. Sus ansias de conocimiento son enormes, y su perseverancia en todo lo que hace es casi invencible»
En junio de 1813, su padre envió a Mary a vivir unos meses con la familia del radical disidente William Baxter, ubicada cerca de Dundee, en Escocia. Escribió a Baxter: «Estoy ansioso de que ella crezca, como filósofa, o incluso como escéptica». Los historiadores han especulado con que ella fue enviada fuera del país por motivos de salud, para protegerla del lado sórdido de los negocios, o para introducirla en la política radical. En el verano de 1813, Mary Godwin regresó a Escocia, viviendo en la casa de Baxter en compañía de sus cuatro hijas durante diez meses más. En la introducción de Frankenstein, de 1831, ella escribió: «Imaginé este libro allí. Fue bajo los árboles que rodean la casa, o en las desiertas laderas de las montañas cercanas, donde tuvieron lugar mis primeras ideas genuinas y los primeros vuelos de mi imaginación».

### Percy B. Shelley

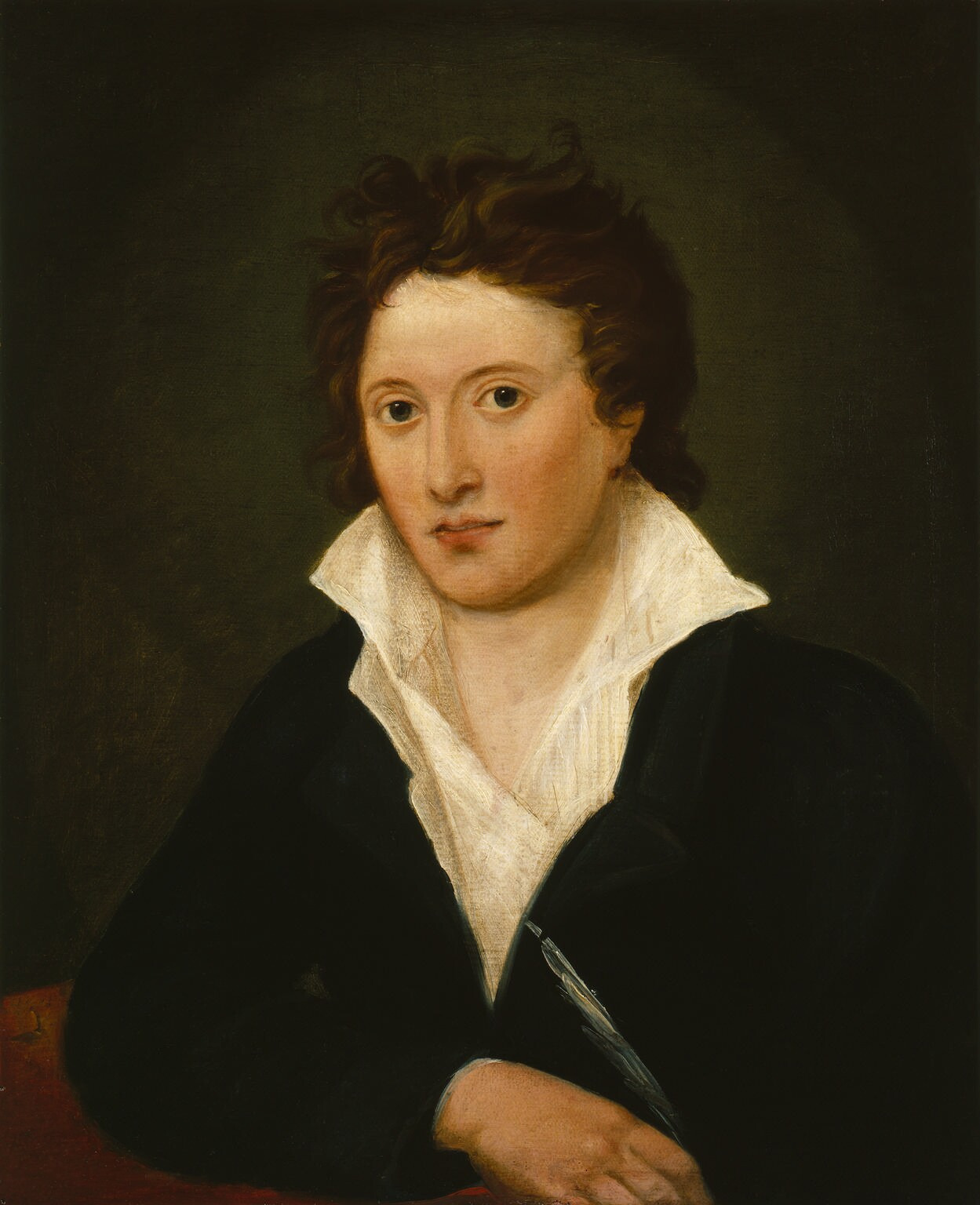
Percy Bysshe Shelley se inspiró en el radicalismo de la obra de Godwin:Justicia Política (1793). Cuando el poeta Robert Southey conoció a Shelley, sintió como si estuviese viéndose a sí mismo en la década de 1790. (Retrato por Amelia Curran, 1819.).

Mary Godwin debió de conocer al poeta y filósofo radical Percy Bysshe Shelley en el intervalo en sus dos viajes a Escocia. En esa época, cuando ella volvió a su hogar por segunda vez el 30 de marzo de 1814, Percy Shelley se había separado de su esposa y visitaba regularmente a William Godwin, a quien le había prometido librarlo de sus deudas. El radicalismo de Percy Shelley, principalmente sus ideas políticas, influenciadas por la obra de Godwin Justicia Política (1793), lo había alejado de su rica familia aristocrática: ellos querían que fuese un hacendado, pero él quiso donar grandes cantidades del dinero familiar a proyectos de caridad. A partir de entonces, Percy Shelley tuvo dificultades para tener acceso al dinero; esto fue así hasta que heredó la finca familiar, puesto que su familia no quería que lo desperdiciase en proyectos de «justicia política». En cualquier caso, tras varios meses de promesas, Shelley anunció que no podría o no querría pagar las cuentas de Godwin, quien reaccionó con furia y se sintió traicionado.
Mary y Percy comenzaron a encontrarse secretamente en la tumba de Mary Wollstonecraft, en St. Pancras Churchyard; se enamoraron cuando ella tenía diecisiete años y él veintidós. Para desgracia de Mary, su padre desaprobó la relación y trató de frustrarla para salvar la «reputación impecable» de su hija. Fue aproximadamente al mismo tiempo que Godwin descubrió que Shelley no le pagaría sus préstamos. Mary, quien más tarde reconoció en una carta «su cariño excesivo y romántico hacia su padre», quedó consternada. Veía a Percy Shelley como la personificación de las ideas reformistas y liberales de sus padres durante la década de 1790, particularmente el punto de vista de William Godwin de que el matrimonio era un monopolio represivo. Esto lo había afirmado en su edición de 1793 de Justicia Política, aunque más tarde se había retractado. El 28 de julio de 1814, la pareja escapó secretamente a Francia, llevándose consigo a la hermanastra de Mary, Claire Clairmont.
Tras convencer a Mary Jane Godwin, que los había perseguido hasta Calais, de que no querían regresar, los tres viajaron a París, y luego a través de Francia hacia Suiza. Mary Shelley dijo en 1826 que «estaba actuando en una novela, encarnando un romance». Mientras viajaban, Mary y Percy leyeron obras de Mary Wollstonecraft y otros autores, mantuvieron un diario y continuaron sus propios trabajos como escritores. En Lucerna, la falta de dinero los obligó a regresar. Viajaron por el Rin y por tierra, hasta el puerto neerlandés de Marsluys, llegando a Gravesend, Kent, el 13 de septiembre de 1814.
La situación que esperaba a Mary Godwin en su regreso a Londres estaba sembrada de complicaciones, algunas de las cuales no había previsto. Probablemente antes o durante el viaje, quedó embarazada. Ella y Percy no tenían dinero y, para sorpresa de Mary, su padre se negó a ayudarla. La pareja se estableció con Claire en la casa de Somers Town, y más tarde se mudó a Nelson Square. Mantuvieron su programa intenso de lectura y escritura y recibieron a los amigos de Percy Shelley, tales como Thomas Jefferson Hogg y el escritor Thomas Love Peacock. Percy Shelley en ocasiones abandonaba su casa por períodos cortos para eludir a los acreedores. Las cartas angustiadas de la pareja revelan su dolor durante esas separaciones.
Embarazada y a menudo enferma, Mary Godwin tuvo que resignarse a aceptar la felicidad de Percy Shelley ante el nacimiento de un hijo con su mujer Harriet Shelley, a finales de 1814, así como sus constantes coqueteos con Claire Clairmont. Se consolaba parcialmente con las visitas de Hogg, quien al principio le desagradaba pero pronto comenzó a considerar un amigo. Posiblemente Percy Shelley quiso que Mary Godwin y Hogg se convirtiesen en amantes; Mary no descartó la idea, ya que en principio creía en el amor libre. Pese a todo, amaba a Percy Shelley y al parecer no tuvo más que un flirteo con Hogg. El 22 de febrero de 1815, dio a luz a una niña dos meses prematura, que no se esperaba que sobreviviese. El 6 de marzo, le escribió a Hogg:

Mi querido Hogg: Mi bebé está muerto. Ven a verme tan pronto como puedas, deseo verte. Estaba perfectamente bien cuando me fui a dormir; desperté en la noche para alimentarla y parecía estar «durmiendo» tan profundamente que no quise despertarla. Entonces ya había muerto, pero no me di cuenta de ello hasta la mañana siguiente. Por su apariencia seguramente murió de convulsiones. Ven, eres una criatura tan buena, y Shelley tiene miedo de que el bebé haya sufrido fiebre por la leche. Por el momento ya he dejado de ser madre.

La pérdida de su hija causó depresión a Mary Godwin, quien comenzó a tener visiones del bebé; sin embargo, volvió a quedar embarazada y se recuperó durante el verano. Al morir su abuelo, Sir Bysshe Shelley, las finanzas del poeta se recuperaron; la pareja tomó vacaciones en Torquay y más tarde alquiló una casa de campo en Bishopsgate, al borde de Windsor Great Park. Se sabe muy poco sobre este período en la vida de Mary Godwin, ya que su diario desde mayo de 1815 hasta julio de 1816 se ha perdido. En Bishopsgate, Percy escribió su poema Alastor; y el 24 de enero de 1816, Mary dio a luz a su segundo hijo, William, nombrado de esta forma por su padre, y al que apodaron «Willmouse».

### Lago de Ginebra yFrankenstein[38]

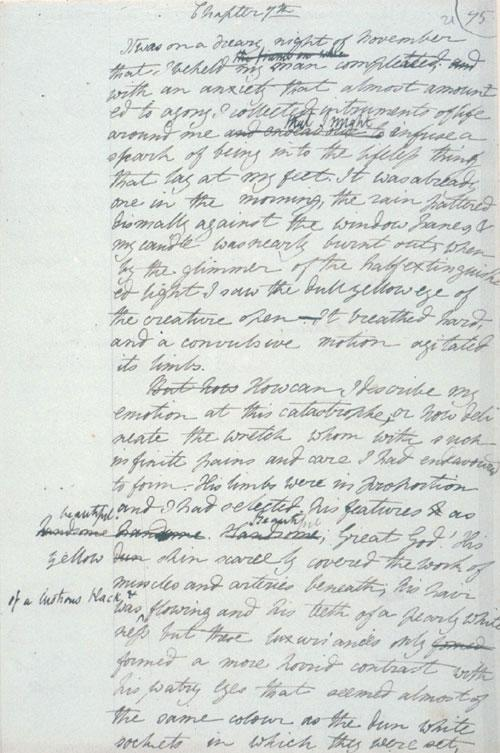
Borrador de Frankenstein.

En mayo de 1816, Mary Godwin, Percy Shelley y su hijo viajaron a Ginebra con Claire Clairmont. Planeaban pasar el verano con el poeta Lord Byron, cuyo reciente romance con Claire había devenido en un embarazo de esta. El grupo llegó el 14 de mayo de 1816 a Ginebra, donde Mary comenzó a llamarse a sí i]], cercana al lago de Ginebra en Cologny; Percy Shelley más tarde alquiló un edificio más pequeño llamado Maison Chapuis, ubicado en las cercanías. Pasaron el tiempo escribiendo, navegando en el lago y conversando hasta altas horas de la noche.
Mary Shelley, en 1831, describió el verano como «húmedo y poco amable en lo que respecta al clima, ya que la lluvia incesante nos obligó a encerrarnos durante días en la casa». Entre otros temas, las conversaciones se basaban en los experimentos del filósofo del siglo XVIII Erasmus Darwin, del que se decía que había animado materia muerta, y de la posibilidad de devolverle la vida a un cadáver o a distintas partes del cuerpo. Sentados alrededor de una fogata en la villa de Byron, el grupo también se entretenía leyendo historias alemanas de fantasmas. Esto llevó un día a Byron a sugerir que cada uno escribiese su propia historia sobrenatural. Poco después, durante un sueño, Mary Godwin concibió la idea de Frankenstein:

Vi, con los ojos cerrados pero con una nítida imagen mental, al pálido estudiante de artes impías, de rodillas junto al objeto que había armado. Vi al horrible fantasma de un hombre extendido y que luego, tras la obra de algún motor poderoso, éste cobraba vida, y se ponía de pie con un movimiento tenso y poco natural. Debía ser terrible; dado que sería inmensamente espantoso el efecto de cualquier esfuerzo humano para simular el extraordinario mecanismo del Creador del mundo.

Comenzó a escribir lo que asumió que sería una historia corta. Con la ayuda de Shelley, amplió el cuento hasta convertirlo en su primera novela, Frankenstein o el Moderno Prometeo, publicada en 1818. Más tarde describió el verano en Suiza como «el momento en que por primera vez salté de la infancia a la vida real».

### Bath y Marlow
En su regreso a Inglaterra en septiembre, Mary y Percy se mudaron —junto con Claire Clairmont, que se alojó en un edificio cercano a ellos— a Bath, donde esperaban mantener en secreto el embarazo de Claire. En Colonia, Mary Godwin había recibido dos cartas de su hermana Fanny Imlay, quien le escribió sobre su «vida infeliz»; el 9 de octubre, Fanny escribió una «carta alarmante» desde Bristol que hizo que Percy Shelley fuese rápidamente a buscarla, sin éxito. En la mañana del 10 de octubre, Imlay fue encontrada muerta en una habitación de una posada en Swansea, junto con una nota suicida y una botella de láudano. El 10 de diciembre, la esposa de Percy Shelley, Harriet, fue descubierta ahogada en el lago Serpentine del Hyde Park de Londres. Ambos suicidios fueron encubiertos. La familia de Harriet obstaculizó los esfuerzos de Percy Shelley y Mary Godwin para asumir la custodia de los dos hijos de Harriet. Sus abogados aconsejaron al poeta reforzar su posición casándose; así, él y Mary, quien estaba embarazada otra vez, se casaron el 30 de diciembre de 1816 en la Iglesia St. Mildred, en Bread Street, Londres. El Sr. y la Sra. Godwin estuvieron presentes y la boda terminó con las discordias familiares.
Claire Clairmont dio a luz a una niña el 13 de enero, inicialmente llamada Alba, y luego Allegra Byron. En marzo de ese año, la Corte declaró que Percy Shelley no era capaz de mantener la custodia de sus hijos, por lo que los ubicaron con la familia de un clérigo. También en marzo, los Shelley se mudaron con Claire y Alba a Albion House en Marlow, Buckinghamshire, un edificio grande y húmedo ubicado sobre el río Támesis. Allí Mary Shelley dio a luz a su tercera hija, Clara, el 2 de septiembre. En Marlow, recibieron a sus nuevos amigos Marianne y Leigh Hunt, y siguieron escribiendo, discutiendo a menudo sobre política.
A principios del verano de 1817, Mary Shelley terminó Frankenstein, obra que fue publicada anónimamente en enero de 1818. Los críticos y lectores asumieron que Percy Shelley era el autor, ya que el libro había sido publicado con su prólogo y dedicado a su héroe político William Godwin. En Marlow, Mary editó el diario del viaje del grupo a través del continente, llevado a cabo en 1814, añadiendo material escrito en Suiza en 1816, junto con el poema de Percy «Mont Blanc». El resultado fue Historia de una excursión de seis semanas, publicado en noviembre de 1817. Ese otoño, Percy Shelley debió salir a menudo de Londres para evadir a los acreedores. La amenaza de prisión, combinada con su pobre salud y el temor a perder la custodia de sus hijos, contribuyó a la decisión de la pareja de abandonar Inglaterra y vivir en Italia el 12 de marzo de 1818, llevándose a Claire Clairmont y a Alba con ellos. No tenían intención de regresar.

### Italia

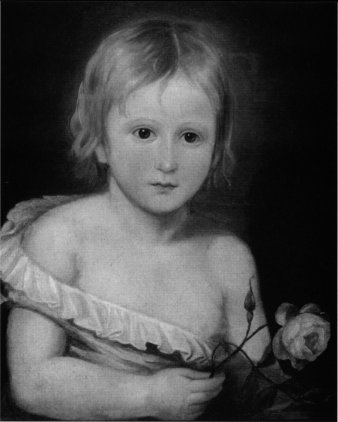
William «Willmouse» Shelley, retratado poco antes de su fallecimiento por malaria en 1819 (retrato de Amelia Curran, 1819).

Una de las primeras tareas del grupo al llegar a Italia fue acercar a la niña Alba a Byron, quien vivía en Venecia. Este había accedido a criarla, dado que Claire ya no podía continuar encargándose de ella. Los Shelley, desde entonces, llevaron una existencia nómada, sin que nunca se establecieran en un lugar determinado por mucho tiempo. En el camino, acumularon un círculo de amigos y conocidos que a menudo se mudaban con ellos. La pareja dedicó su tiempo a escribir, estudiar, leer y entablar nuevas amistades. La aventura en Italia estuvo, sin embargo, eclipsada para Mary Shelley por el fallecimiento de sus dos hijos: Clara, en septiembre de 1818 en Venecia, y William, en junio de 1819 en Roma. Estas pérdidas la sumergieron en una profunda depresión que la aisló de Percy Shelley. Por un tiempo, Mary solo encontró consuelo en la escritura. El nacimiento de su cuarto hijo, Percy Florence, el 12 de noviembre de 1819, finalmente reconfortó su espíritu, aunque mantuvo la memoria de sus hijos perdidos hasta el final de su vida.
Italia proporcionó a los Shelley, a Byron y a otros exiliados, una libertad política que no existía en Inglaterra. A pesar de haber sido el escenario de las pérdidas de sus hijos, Italia se convirtió para Mary Shelley en «un país cuyo recuerdo está pintado como un paraíso». Sus años en Italia estuvieron repletos de actividades intelectuales y creativas, tanto para Mary como para Percy. Mientras que él compuso una serie de poemas, ella escribió la novela autobiográfica Mathilda, la novela histórica Valperga y las obras de teatro Prosperine y Midas. Mary escribió Valperga para ayudar a aliviar las dificultades financieras de su padre, ya que Percy se negó a ayudarlo. Sin embargo, Mary pasaba mucho tiempo enferma, y era muy proclive a deprimirse. También debió lidiar con el interés de Percy en otras mujeres, tales como Sophia Stacey, Emilia Viviani y Jane Williams. Ya que Mary Shelley compartía su creencia en el amor libre, formó vínculos amorosos entre los hombres y las mujeres de su círculo. Se sintió particularmente atraída por el revolucionario griego Alexandros Mavrokordatos y trabó una duradera amistad con la pareja de Jane y Edward Williams.
En diciembre de 1818, los Shelley viajaron con Claire Clairmont y sus sirvientes a Nápoles, donde vivieron durante tres meses recibiendo solo la visita de un médico. En 1820, se vieron inundados por las acusaciones y amenazas que les lanzaban Paolo y Elise Foggi, antiguos criados que Percy Shelley había despedido en Nápoles poco después del matrimonio de los Foggi. La pareja reveló que el 27 de febrero de 1819 en Nápoles, Percy Shelley había registrado como hijo suyo y de Mary Shelley a una niña de dos meses llamada Elena Adelaide Shelley. Los Foggi también dijeron que Claire Clairmont era la madre del bebé. Los biógrafos ofrecieron varias interpretaciones de estos eventos: que Percy Shelley decidió adoptar a un niño italiano; que el bebé era suyo con Elise, Claire o una mujer desconocida; o que era de Elise y Byron. Mary Shelley insistió en que ella habría sabido si Claire hubiese estado embarazada, pero no está claro cuánto sabía sobre su hermanastra en realidad. Los eventos en Nápoles, una ciudad que Mary Shelley más tarde describió como un paraíso habitado por demonios, permanecen rodeados de misterio. Lo único claro es que ella no fue la madre de la niña. Elena Adelaide Shelley murió en Nápoles el 9 de junio de 1820.
En el verano de 1822, Mary, embarazada, se mudó con Percy, Claire y Edward y Jane Williams a la aislada Villa Magni, al borde del mar cercano a la aldea de San Terenzo, en la bahía de Lerici. Una vez que se establecieron allí, Percy le dio la mala noticia a Claire de que su hija Allegra había muerto de tifus en un convento en Bagnacavallo.
Mary Shelley no era feliz en la pequeña y remota Villa Magni, a la que describió como un calabozo. El 16 de junio sufrió un aborto espontáneo, que le causó una gran pérdida de sangre y la dejó en peligro de muerte. En lugar de esperar a un médico, Percy la hizo sentarse en una bañera cubierta de hielo para detener el sangrado, un acto que el médico reconoció como el que salvó la vida de Mary. Sin embargo, la relación no fue muy estable ese verano, ya que Percy pasó más tiempo con Jane Williams que con su deprimida y debilitada esposa. La mayor parte de los poemas que Shelley escribió en San Terenzo estaban dedicados a Jane en lugar de a Mary.
La cercanía de la costa les ofreció a Percy Shelley y a Edward Williams la oportunidad de disfrutar su «perfecta distracción para el verano», un nuevo velero. El barco había sido diseñado por Daniel Roberts y Edward Trelawny, un admirador de Byron, quien se había unido al grupo en enero de 1822. El 1 de julio de 1822, Percy Shelley, Edward Williams y el Capitán Daniel Roberts partieron con rumbo sur desde la costa de Livorno. Allí Percy Shelley debatió con Byron y Leigh Hunt el lanzamiento de una revista radical que se llamaría The Liberal. El 8 de julio, él y Edward Williams comenzaron el viaje de regreso a Lerici con su guía de dieciocho años de edad, Charles Vivian. Nunca alcanzaron su destino. El 8 de julio llegó una carta a Villa Magni de Hunt a Percy Shelley, diciendo «te rogamos que nos escribas para decirnos cómo regresaste a tu hogar, ya que se dice que sufriste un tiempo adverso cuando partiste el lunes y estamos ansiosos». «El papel se me cayó de las manos», le dijo Mary a una amiga, más tarde. «Me tembló todo el cuerpo». Ella y Jane Williams fueron desesperadamente a Livorno y luego a Pisa con la esperanza de que sus esposos aún estuviesen vivos. Diez días después de la tormenta, aparecieron tres cuerpos en la costa cercana a Viareggio, a mitad de camino entre Livorno y Lerici. Trelawny, Byron y Hunt incineraron el cadáver de Percy Shelley en la playa de Viareggio.

### Regreso a Inglaterra y carrera literaria
Tras la muerte de su esposo, Mary Shelley vivió durante un año con Leigh Hunt y su familia en Génova, donde a menudo veía a Byron y transcribía sus poemas. Decidió vivir para sus obras y para su hijo, pero su situación financiera era muy precaria. El 23 de julio de 1823 abandonó Génova para irse a vivir a Inglaterra, donde convivió con su padre y su madrastra en Strand, hasta que una pequeña ayuda de su suegro le permitió irse a vivir sola a una pensión cercana. Al principio, sir Timothy Shelley había aceptado mantener a su nieto, Percy Florence, solo si era criado por un tutor. Mary Shelley rechazó la idea al instante. Logró que sir Timothy le otorgase una suma de dinero anual (la cual tendría que devolver en cuanto Percy Florence hubiese heredado la finca), pero hasta el final de su vida sir Timothy se negó a conocerla en persona o a llegar a un acuerdo: solo se comunicaban mediante los abogados. Mary Shelley se mantuvo ocupada editando los poemas de su esposo, entre otros trabajos literarios, pero la preocupación por su hijo la absorbía demasiado. Sir Timothy amenazó con dejar de darle dinero si era publicada cualquier biografía del poeta. En 1826, Percy Florence se convirtió en el heredero legal de la finca Shelley tras la muerte de Charles Shelley, el hijo de Percy y Harriet Shelley. Sir Timothy aumentó la paga de Mary de 100 libras al año a 250 libras pero continuó siendo tan duro con ella como lo había sido siempre. Mary Shelley disfrutó de la sociedad estimulante del círculo de William Godwin, pero este solo le proporcionaba una pequeña parte de la vida social que ella hubiese deseado. También se sintió rechazada por aquellos que, como sir Timothy, aún desaprobaban su relación con Percy Bysshe Shelley.
En el verano de 1824, Mary Shelley se mudó a Kentish Town en el norte de Londres, para estar cerca de Jane Williams. Parecía estar, según las palabras de su biógrafa Muriel Spark, «un poco enamorada» de Jane. Jane más tarde la desilusionó contándole que Percy la había preferido a ella antes que a Mary, debido a los carencias de Mary como esposa. Aproximadamente en esa época, Mary Shelley trabajó en su novela El último hombre (1826) y ayudó a una serie de amigos que escribieron memorias de Byron y Percy Shelley: fue el inicio de sus intentos para inmortalizar a su esposo. También conoció al actor estadounidense John Howard Payne y al escritor de la misma nacionalidad, Washington Irving. Payne se enamoró de ella en 1826 y le propuso matrimonio. Ella lo rechazó, diciéndole que tras haberse casado con un genio, solo podría casarse con otro. Payne aceptó su decisión y trató sin éxito de que su amigo Irving le propusiera él mismo matrimonio a Mary. Ésta estaba al tanto del plan de Payne, pero no está claro cuán seriamente se lo tomó.
En 1827, Mary Shelley ayudó a su amiga Isabel Robinson y a la amante de ésta, Mary Diana Dods, a poder escribir bajo el nombre de David Lyndsay, para comenzar una vida juntas en Francia como «marido y mujer». Con la ayuda de Payne, a quien mantuvo sin conocer los detalles, Mary Shelley obtuvo pasaportes falsos para la pareja. En 1828, enfermó de viruela mientras las visitaba en París. Semanas más tarde pudo recuperarse, pero habiendo perdido su belleza juvenil.
Durante el período 1827-40, Mary Shelley trabajó como editora y escritora. Escribió las novelas Perkin Warbeck (1830), Lodore (1835) y Falkner (1837). Contribuyó con cinco volúmenes de Vidas de los Científicos y Escritores más Eminentes de autores italianos, españoles, portugueses y franceses, integrándolos en la obra de Dionysius Lardner Cabinet Cyclopædia. También escribió artículos para revistas de mujeres. Aún ayudaba a su padre a que pagase sus deudas, y ambos buscaban editores el uno para el otro. En 1830, vendió los derechos de autor para una nueva edición de Frankenstein por 60 libras a Henry Colburn y a Richard Bentley para su nueva serie Standard Novels. En 1836, al morir su padre, con ochenta años de edad, comenzó a reunir sus cartas y sus memorias para publicarlas, como él había pedido en su testamento; pero después de dos años de trabajo, abandonó el proyecto. A lo largo de este período, trabajó con la poesía de Percy Shelley, promoviendo su publicación y mencionándolo en sus obras. Para 1837, las obras de Percy eran reconocidas y cada vez más admiradas. En el verano de 1838 Edward Moxon, el editor de Tennyson y yerno de Charles Lamb, propuso publicar una colección de las obras de Percy Shelley. Mary recibió 500 libras por editar Obras poéticas (1838), en la cual sir Timothy insistió en que no debía incluir una biografía. No obstante, Mary encontró la forma de contar la historia de la vida de Percy: incluyó notas biográficas amplias junto a los poemas.
Mary Shelley continuó teniendo amantes discretamente. En 1828, conoció y tuvo una relación romántica con el escritor francés Prosper Mérimée, pero la única carta que se ha encontrado redactada por ella parece ser una evasión de su declaración de amor. Se alegró muchísimo cuando su viejo amigo de Italia, Edward Trelawny, regresó a Inglaterra, y bromearon sobre un posible matrimonio en sus cartas. Su amistad se alteró, sin embargo, tras la negativa de Trelawny a cooperar en la composición de la biografía de Percy Shelley; más tarde, él se mostró en contra de la decisión de Mary Shelley de omitir la sección atea del poema Reina Mab en la colección de obras de Percy. Las referencias indirectas en sus diarios, desde principios de 1830 hasta 1840, sugieren que Mary Shelley tenía sentimientos románticos hacia el político radical Aubrey Beauclerk, quien la había desilusionado casándose en dos ocasiones con otras mujeres.
La preocupación principal de Mary Shelley durante esos años fue el bienestar de Percy Florence. Cumplió el deseo de su esposo de que su hijo asistiese a una escuela pública y, con la ayuda de Sir Timothy, el niño recibió su educación complementaria en Harrow. Para evitar pagar la cuota, se mudó a Harrow on the Hill para que Percy pudiese recibir una beca. Aunque Percy asistió al Trinity College, en Cambridge, y se especializó en política y leyes, no mostró signos de tener los dones de sus padres. Toda su vida fue devoto de su madre, y al terminar la universidad, en 1841, se fue a vivir con ella.

### Últimos años y fallecimiento
En 1840 y 1842, madre e hijo viajaron juntos por el continente, travesías que Mary Shelley describiría en Caminatas en Alemania e Italia en 1840, 1842 y 1843 (1844). En 1844, sir Timothy Shelley falleció a los noventa años de edad, «abandonando el mundo como una flor marchita», según palabras de Mary. Por primera vez, ella y su hijo eran independientes financieramente, pese a que la finca resultó menos valiosa de lo que esperaban.
A mediados de la década de 1840, Mary Shelley se vio convertida en el blanco de tres chantajistas diferentes. En 1845, un político italiano exiliado llamado Gatteschi, a quien había conocido en París, la amenazó con publicar las cartas que ella le había enviado. Un amigo de su hijo sobornó a un jefe de policía para que incautase los papeles de Gatteschi, incluyendo las cartas, que acabaron siendo destruidas. Poco después, Mary Shelley compró unas cartas escritas por ella misma y por Percy Bysshe Shelley a un hombre que se hacía llamar G. Byron y presumía ser el hijo ilegítimo de Lord Byron. También en 1845, el primo de Percy Bysshe Shelley, Thomas Medwin, se puso en contacto con ella diciéndole que había escrito una biografía sobre Percy Shelley en la cual este resultaba perjudicado. Dijo que la destruiría por 250 libras, pero Mary Shelley se negó a acceder a la extorsión.
En 1848, Percy Florence se casó con Jane Gibson St. John. El matrimonio resultó ser feliz, y Mary y Jane se llevaron bien. Mary vivió con su hijo y su nuera en Field Place, Sussex, la antigua finca de los Shelley, y en Chester Square, Londres, además de acompañarlos durante sus viajes.
Los últimos años de Mary Shelley estuvieron plagados de enfermedades. Desde 1839, comenzó a sufrir dolores de cabeza y ataques de parálisis en distintas partes del cuerpo, que a menudo le impedían leer o escribir. El 1 de febrero de 1851, en Chester Square, falleció, a los cincuenta y tres años de edad, de lo que su médico sospechó que era un tumor cerebral. Según Jane Shelley, Mary Shelley había pedido ser enterrada junto a sus padres; pero Percy y Jane, alegando que el cementerio de St. Pancras estaba en malas condiciones, decidieron enterrarla en la iglesia St. Peter, en Bournemouth, cercana al suburbio en el que Mary había vivido durante una parte de su vida, Boscombe. En el primer aniversario de la muerte de Mary Shelley, su familia inspeccionó su escritorio. Allí encontraron trozos de cabello de sus hijos perdidos, un cuaderno que había compartido con Percy Bysshe Shelley y una copia del poema de este titulado Adonaïs, junto con una página envuelta en seda, la cual contenía algunas de sus cenizas y los restos de su corazón.

## Temáticas literarias y estilos
Mary Shelley tuvo una vida basada en la literatura. Su padre la alentó a escribir empezando con las cartas, y su ocupación favorita de niña era componer historias. Desafortunadamente, todas las obras que Mary escribió cuando era joven se perdieron cuando huyó con Percy en 1814, ya que ninguno de sus manuscritos encontrados está fechado antes de ese año. Se cree que su primera obra publicada fue Mounseer Nongtongpaw, una serie de versos cómicos escritos por Godwin cuando tenía diez años y medio; sin embargo, el poema se le atribuye a otros autores en las colecciones más recientes de sus trabajos. Percy Shelley alentó con entusiasmo a Mary para que fuese escritora: «Mi esposo estaba, al principio, muy ansioso de que yo pudiese mostrar orgullosamente mi origen, y escribir mi propia página en el libro de la fama. Siempre me incitó a obtener reputación en el ámbito literario».

### Novelas

#### Elementos autobiográficos
Ciertas secciones de las novelas de Mary Shelley se interpretan como reescrituras encubiertas de su propia vida. La crítica ha señalado la repetición en los libros de los argumentos basados en la relación padre-hija, en particular como evidencia de su estilo autobiográfico. Por ejemplo, los historiadores frecuentemente consideran Mathilda (1820) como autobiográfica, identificando a los tres personajes principales como versiones de Mary Shelley, William Godwin y Percy Shelley. Mary Shelley misma declaró que basó los personajes principales de El último hombre en los amigos que conoció en Italia. Lord Raymond, quien deja Inglaterra para luchar para Grecia y muere en Constantinopla, está basado en Lord Byron; y el utópico Adrian de Windsor, quien lidera a sus seguidores en la búsqueda de un paraíso natural y muere cuando su barco se hunde en una tormenta, es un retrato ficticio de Percy Bysshe Shelley. Sin embargo, como escribió en la crítica de la novela de Godwin Cloudesley (1830), no creía que los autores «se copiasen meramente de sus propios corazones». William Godwin catalogó a los personajes de su hija como estereotipos, en lugar de retratos de la vida real. Algunos críticos modernos, tales como Patricia Clemit y Jane Blumberg, han tomado el mismo punto de vista, resistiéndose a las interpretaciones autobiográficas de las obras de Mary Shelley.

#### Géneros de novelas
Mary Shelley emplea las técnicas de varios géneros de novela diferentes, principalmente el que seguía Godwin, el estilo de novela histórica de Walter Scott y la novela gótica. El estilo basado en Godwin, popularizado durante la década de 1790 con obras como Caleb Williams, del mismo Godwin, «emplearon una forma similar a la de Rousseau para explorar las relaciones contradictorias entre el individuo y la sociedad»; Frankenstein exhibe varios recursos literarios similares a los de la novela de Godwin. Sin embargo, Shelley critica aquellos ideales de la educación que Godwin promueve en sus obras. En El último hombre, utiliza la forma filosófica de dicha corriente para demostrar la falta de sentido que tiene el mundo. Mientras que las primeras novelas con este estilo mostraban cómo los individuos podían, lentamente, transformar la sociedad, El último hombre y Frankenstein demuestran la carencia de control de la persona sobre la historia.
La autora usa la novela histórica para recrear las relaciones entre hombres y mujeres; por ejemplo, Valperga es una versión feminista del estilo masculino de Scott. Al introducir mujeres en cierto tipo de relatos, cosa que no había sido hecha nunca antes, Shelley cuestiona las instituciones políticas y teológicas establecidas. Shelley describe al protagonista masculino como compulsivo y sediento de sangre, en contraste con la alternativa femenina, representando la razón y la sensibilidad. En Perkin Warbeck, la otra novela histórica de Shelley, Lady Gordon demuestra los valores de la amistad, la sencillez y la igualdad. A través de ella, Shelley ofrece una alternativa femenina al poder político masculino, que destruye a los personajes. La novela provee una narrativa histórica diferente a la acostumbrada, para desafiar a la que solo tiene protagonistas masculinos.

#### Feminismo

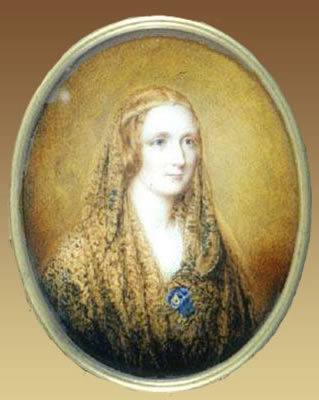
Mary Shelley solía resaltar su feminismo a través de sus obras. (Retrato de Reginald Easton, 1857).

Con el auge de la crítica literaria feminista llevada a cabo en la década de 1970, las obras de Mary Shelley, particularmente Frankenstein, comenzaron a atraer más atención de los eruditos. Los críticos tuvieron un papel principal en este hecho. Ellen Moers fue una de las primeras en decir que la pérdida que sufrió Mary de sus hijos fue una influencia crucial en la creación de Frankenstein. Argumenta que la novela es un «mito del nacimiento» en la cual Shelley aborda temáticas como su culpabilidad por haber causado la muerte de su madre y por haber fallado como madre ella misma. Según el punto de vista de Moers, es una historia que muestra «qué le sucede a un hombre cuando trata de tener un bebé sin una mujer [...] [Frankenstein] está profundamente a favor de la naturaleza y opuesto a los métodos anormales de producción y reproducción». El fracaso de Victor Frankenstein como «padre» en la novela ha sido analizado como una expresión de la ansiedad que acompaña al embarazo, el hecho de dar a luz y particularmente la maternidad.
Sandra Gilbert y Susan Gubar argumentan en su libro La loca del desván (1979) que en Frankenstein en particular, Shelley respondió a la tradición literaria masculina representada por John Milton en El paraíso perdido. Según ellas, Shelley reafirma esta tradición masculina, incluyendo la misoginia intrínseca, pero al mismo tiempo «oculta fantasías de igualdad que ocasionalmente explotan en imágenes monstruosas de cólera». Mary Poovey considera a la primera edición de Frankenstein como una muestra perfecta del estilo presente en la mayoría de los trabajos de Shelley, el cual se caracteriza por las autorreferencias y por la narrativa feminista convencional. Poovey sugiere que las múltiples narrativas de Frankenstein le permiten a Shelley mostrar su faceta artística: «puede expresarse y pasar desapercibida al mismo tiempo». El temor de Shelley de darse a conocer mediante sus trabajos se refleja en el destino del doctor Frankenstein, que es castigado por su egocentrismo perdiendo a todos sus seres queridos.
Las críticas feministas a menudo se focalizan en los autores en sí mismos, particularmente las mujeres, representadas en y a través de las novelas de Shelley. Como explica la historiadora de Shelley Anne Mellor, Mary usa la ficción gótica no solo para explorar el deseo sexual femenino reprimido, sino también como una forma de «censurar sus propias palabras en Frankenstein». Según Poovey y Mellor, Shelley no quería promoverse a sí misma como escritora y se sentía profundamente incapaz de serlo, y «esta vergüenza contribuyó a la creación de sus imágenes ficticias de la anormalidad, la perversión y la destrucción».
Las obras de Shelley se centran en el papel de la familia en la sociedad y el rol de la mujer dentro de esa familia. Hace notar «las características afectivas y compasivas propias de las mujeres» asociadas con la familia y sugiere que la sociedad civil no funcionaría bien sin ellas. Shelley estaba «profundamente comprometida con la cooperación, la dependencia mutua y el sacrificio propio». En Lodore, por ejemplo, la historia principal trata de la suerte de la esposa y la hija del personaje que le da el nombre a la novela, Lord Lodore, quien es asesinado en un duelo al final de la primera parte, dejando un camino de obstáculos legales y financieros que las «heroínas» deben superar. La novela está basada en temáticas políticas e ideológicas, particularmente la educación y el rol social de las mujeres. Analiza la cultura patriarcal que separa a los sexos y que posiciona a las mujeres bajo la dependencia de los hombres. Según el punto de vista de la historiadora Betty Bennett, «la novela propone sistemas educativos igualitarios para el hombre y la mujer, que generarían justicia social además de beneficios espirituales e intelectuales para enfrentar los desafíos que la vida trae siempre». Sin embargo, Falkner es la única de las novelas de Mary Shelley en la que la heroína triunfa. El final de la novela propone que los valores femeninos triunfan sobre la violencia masculina y que los hombres deberían tener «compasión, comprensión y generosidad» para ser mejores.

#### Ilustración y romanticismo
Frankenstein, como casi todas las novelas góticas de su período, mezcla una temática visceral y marginal con una especulativa y que presenta ideas sin precedentes. En lugar de focalizarse en los giros y cambios del argumento, la novela resalta las luchas mentales y morales del protagonista, Victor Frankenstein, y Shelley combina el texto con su propia dosis de romanticismo político, que critica el individualismo y el egocentrismo del romanticismo tradicional. Victor Frankenstein es como Satanás en El paraíso perdido y como Prometeo: se rebela contra la tradición, crea vida y modela su propio destino. Estos rasgos no son retratados positivamente; como escribe Blumberg, «su impecable ambición es un engaño a sí mismo, disfrazada como la búsqueda de la verdad». Frankenstein debe abandonar a su familia para cumplir su ambición.
Mary Shelley creía en la idea basada en los pensadores de la Ilustración de que la gente podía mejorar la sociedad a través del ejercicio responsable del poder político, y temía que la práctica irresponsable de ese poder llevaría al caos. En la práctica, sus obras critican ampliamente a los pensadores del siglo XVIII tales como sus padres, los cuales creían en que debería generarse un cambio. El monstruo de Frankenstein, por ejemplo, lee libros asociados con ideales radicales, pero la educación que obtiene no le sirve. Las obras de Shelley la muestran menos optimista que Godwin y Wollstonecraft; niega la teoría de Godwin de que la humanidad finalmente será perfeccionada.
Como historiador, Kari Lokke escribe que El último hombre, más que Frankenstein, «en su negativa a ubicar a la humanidad en el centro del universo, en su cuestionamiento de nuestra posición privilegiada en relación a la naturaleza, constituye un desafío profundo al humanismo occidental». Específicamente, las alusiones de Mary Shelley a lo que los radicales creen que fue una revolución fallida en Francia, y las respuestas de Godwin, Wollstonecraft y Burke a ello, desafían «la fe ilustrada en la inevitabilidad del progreso a través del esfuerzo colectivo». En Frankenstein, Shelley sustenta una posición de rechazo a los ideales de progreso de su propia generación». No solo rechaza estos ideales políticos, sino que también rechaza la idea romántica de que la poesía o los trabajos literarios pueden ofrecer alternativas a los mismos.

#### Política
Los críticos han citado recientemente a Lodore y a Falkner como evidencia de las crecientes tendencias conservadoras en las últimas obras de Mary Shelley. En 1984, Mary Poovey creyó detectar un repliegue de Mary Shelley desde posturas reformistas hacia la «esfera separada» de lo doméstico; opinión que ha tenido amplia repercusión. Poovey sugirió que Mary Shelley escribió Falkner para resolver sus conflictos interiores en materia política, ya que se veía a sí misma como una combinación del radicalismo liberal de su padre y su insistencia absoluta en el decoro social. Anne Mellor estuvo ampliamente de acuerdo, argumentando que «Mary Shelley conectó su ideología política alternativa con la metáfora de la familia pacífica, cariñosa y burguesa. Así, apoyó plenamente la visión conservadora de la reforma gradual evolutiva». Este punto de vista permitió a las mujeres tener una mayor influencia sobre las instituciones públicas, aunque continuó vigente la desigualdad característica de la familia burguesa.
Sin embargo, durante la última década este punto de vista ha sido cuestionado. Por ejemplo, Bennett dice que las obras de Mary Shelley revelan un compromiso constante con el idealismo romántico y las reformas políticas y el estudio de Jane Blumberg de las primeras obras de Shelley argumenta que su carrera no puede ser dividida fácilmente entre mitades liberales y conservadoras. Dice que «Shelley nunca fue una radical apasionada como su esposo, y su estilo de vida antes de su muerte no fue asumido abruptamente ni lo sintió como una traición. Estaba, en efecto, desafiando las influencias políticas y literarias de su círculo en sus primeras obras». Según esta interpretación, las primeras novelas de Shelley fueron un desafío al radicalismo de Godwin y Percy Bysshe Shelley. El «rechazo desconsiderado de Victor Frankenstein a la familia», por ejemplo, es analizado como la evidencia de la constante preocupación de Shelley por la vida cotidiana.

### Historias cortas

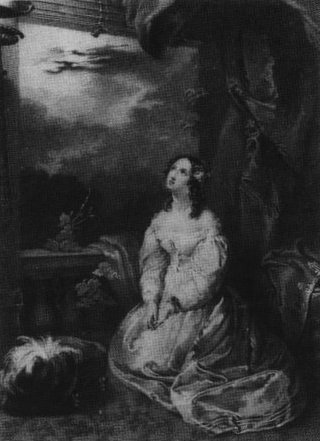
Shelley frecuentemente escribió historias para acompañar ilustraciones, tales como esta, la cual acompañó «Transformación» en la obra de 1830 Recuerdo.

En las décadas de 1820 y 1830, Mary Shelley escribió frecuentemente historias cortas para libros de regalo o anuarios. Por ejemplo, incluyó dieciséis en el anuario The Keepsake (El Recuerdo), que estaba dirigido a las mujeres de clase media y venía envuelto en seda, con páginas con bordes dorados. Los trabajos de Mary Shelley en este género han sido descritos como «superficiales» y «repletos de palabras». Sin embargo, la crítica Charlotte Sussman señala que algunos de los principales escritores de la época, como los poetas románticos William Wordsworth y Samuel Taylor Coleridge, también se aprovecharon de este rentable mercado. Explica que «las antologías fueron una forma de la producción literaria en las décadas de 1820 y 1830», siendo El Recuerdo el más exitoso.
Varias de las historias de Shelley están ubicadas en lugares y tiempos alejados de la Gran Bretaña del siglo XIX, tales como Grecia y el reinado de Enrique IV. Shelley estaba particularmente interesada en la «fragilidad de la identidad personal» y a menudo describía «la forma en que el papel de una persona en el mundo puede ser catastróficamente alterado por una conmoción emocional interna, o por algún acontecimiento inesperado que refleja un cisma interno». En sus historias, la identidad femenina está unida al valor de la mujer en el matrimonio, mientras que la identidad masculina puede ser sostenida y transformada a través del dinero. Aunque Mary Shelley escribió treinta y una historias cortas para anuarios entre 1823 y 1839, siempre se vio a sí misma, sobre todas las cosas, como una novelista. Le escribió a Leigh Hunt, «Escribo malos artículos que me ayudan a sentirme mal: pronto voy a escribir una novela buena y espero que su calidad limpie la mala prensa de las revistas».

### Viajes
Mientras huían de Francia en el verano de 1814, Mary Godwin y Percy Shelley llevaron un diario, el cual publicaron en 1817 con el título Historia de una excursión de seis semanas, añadiendo cuatro cartas, dos de cada uno de ellos, basadas en su visita a Ginebra en 1816, junto con el poema de Percy Shelley «Mont Blanc». La obra muestra el amor joven y el idealismo político, y sigue el ejemplo de Mary Wollstonecraft y otros autores que han combinado los viajes con sus trabajos como escritores. La perspectiva de Historia es filosófica y reformista, a diferencia de la literatura de viajes convencional; en particular, muestra los efectos de la política y la guerra en Francia. Las cartas que la pareja escribió en el segundo viaje relatan «los eventos extraordinarios» de la derrota de Napoleón en la Batalla de Waterloo posterior a su regreso de los llamados Cien Días, en 1815. También exploran la espectacularidad del lago Ginebra y del Mont Blanc además del legado revolucionario del filósofo y novelista Jean-Jacques Rousseau.
El último libro de Mary Shelley, escrito en forma de cartas y publicado en 1844, fue Caminatas en Alemania e Italia en 1840, 1842 y 1843, en el que relató sus viajes con su hijo Percy Florence y los amigos universitarios de este. En Caminatas, Shelley sigue la tradición de la obra de Mary Wollstonecraft Cartas escritas en Suecia, Noruega y Dinamarca y de su propio libro Historia de una excursión de seis semanas mostrando su travesía personal y política a través del análisis de la sensibilidad y la comprensión. Para Shelley, tratar de conectar compasivamente a las personas es la forma de construir una sociedad civil y de incrementar el conocimiento: «El conocimiento, para educar y liberar la mente de atrofiarse, debe amortiguar los prejuicios; debemos tener más compasión con nuestros compañeros del mundo; he aquí el motivo de viajar». A través de las observaciones del espectáculo, la cultura y «la gente, especialmente bajo un punto de vista político», utiliza la forma de literatura basada en viajes para explorar sus papeles como viuda y madre y para reflejar el nacionalismo revolucionario en Italia. También narra su «peregrinación» junto a Percy Shelley. Según la crítica Clarissa Orr, la adopción por parte de la autora de una personalidad filosófica en Caminatas, da a la obra la forma de un poema en prosa, con «la muerte y la memoria como temas centrales». Al mismo tiempo, Shelley hace un relato igualitarista en contra de la monarquía, la distinción de clases, la esclavitud y la guerra.

### Biografías
Entre 1832 y 1839, Mary Shelley escribió varias biografías de hombres y mujeres notables de Italia, España, Portugal y Francia para la obra de Dionysius Lardner Vidas de los Científicos y Escritores más Eminentes. Luego formaron parte de la Cabinet Cyclopaedia, uno de los libros más publicados durante las décadas de 1820 y 1830 en respuesta a la demanda de la clase media de obras de autoeducación. Hasta la nueva publicación de estos ensayos en 2002, su significado en el corpus de su obra no había sido apreciado. Según el punto de vista del historiador literario Greg Kucich, revelan «la prodigiosa investigación de Mary Shelley a través de los siglos en varios idiomas», su don de narrativa biográfica y su interés en «las formas emergentes de la historia feminista». Shelley escribía en un estilo biográfico popularizado por el crítico del siglo XVIII Samuel Johnson en su obra Vidas de los poetas ingleses más eminentes (1779-81), combinando fuentes secundarias, anécdotas y relatos, además de notas del autor. Relata detalles de cada una de las vidas de la persona descrita en la biografía, muestra sus obras en el original además de traducidas y termina con una evaluación crítica de sus logros.
Para Shelley, la escritura de biografías se suponía que era, en sus propias palabras, «como si fuesen una escuela en la cual se estudia la filosofía de la historia», y en la cual se enseñan «lecciones». Más frecuentemente y de mayor importancia, estas lecciones consistían en críticas a las instituciones dominadas por los hombres, tales como las monarquías. Shelley hace hincapié en la vida cotidiana, los amoríos, la familia, la comprensión y la compasión en la vida de la persona analizada. Su convicción en que tales asuntos podrían mejorar la sociedad conecta su estilo de biografías con otras historiadoras feministas tales como Mary Hays y Anna Jameson. A diferencia de sus novelas, que en su mayoría tuvieron una impresión original de varios cientos de copias, la colección Vidas tuvo una primera edición de alrededor de cuatro mil copias de cada volumen: así, según Kucich, el «estilo de redacción en las biografías que tenía Mary Shelley siguiendo la línea de las historiadoras anteriores a ella, puede considerarse uno de sus trabajos políticos más influyentes».

### Obra editorial
Poco después de la muerte de Percy Shelley, Mary Shelley decidió escribir su biografía. En una carta del 17 de noviembre de 1822, anunció: «Debo escribir sobre su vida; y así mantenerme ocupada en la única manera en que podré hallar consuelo». Sin embargo, como se ha visto, su suegro, Sir Timothy Shelley, en definitiva le prohibió hacerlo. Mary comenzó a promover la fama de Percy como poeta en 1824, con la publicación póstuma de la obra Poemas Póstumos. En 1839, mientras trabajaba en Vidas, preparó una nueva edición de poesías, que se convirtió, según la historiadora literaria Susan Wolfson, en «el evento determinante» en la historia de la reputación de su esposo. Al año siguiente, Mary Shelley editó un volumen de los ensayos, cartas, traducciones y fragmentos de las obras de su esposo, y a lo largo de la década de 1830, mostró sus poesías a una audiencia más amplia publicando sus obras en el anuario El Recuerdo.
Evadiendo la prohibición de Sir Timothy de publicar una biografía, Mary Shelley a menudo incluyó en sus propios libros anotaciones y reflexiones sobre la vida y obra de su esposo. Su meta era que él fuese reconocido por la historia, y, según Blumberg, esto fue lo que la llevó a presentar el trabajo de Percy de la manera «más popular posible». Para adaptar sus obras a una audiencia victoriana, retrató a Percy Shelley como un poeta lírico en lugar de político. Según Mary Favret, «Percy identifica el espíritu de la poesía en sí misma». Mary exhibió el radicalismo político de Percy en términos sentimentales, argumentando que sus ideas solo tenían como fin compadecerse de aquellos que sufrían. Añadió anécdotas románticas que lo beneficiasen, detalles de su vida cotidiana y su amor por el mundo natural. Retratándose a ella misma como la «musa» de Percy, también dijo que le ayudó directamente a escribir haciéndole sugerencias.
A pesar de la carga emocional involucrada en la tarea, Mary Shelley posiblemente demostró ser en muchos aspectos una editora profesional y detallista. Obteniendo información de los cuadernos desordenados y en ocasiones indescifrables de Percy, intentó armar una cronología de sus obras, e incluyó poemas, como Epipsychidion, dedicado a Emilia Viviani, y que Mary en primera instancia había evitado publicar. Estuvo obligada, sin embargo, a entrar en el mundo de los negocios, y como nota Blumberg «los críticos modernos han encontrado errores en la publicación y han dicho que ella ha cambiado, malinterpretado y empeorado las obras de Percy Shelley para mostrarlo como alguien que en realidad no era». Wolfson, Donald Reiman, un editor moderno de las obras de Percy Bysshe Shelley, defiende el trabajo de Mary Shelley, reconociendo que sus ediciones y su estilo pertenecen «a una época en la cual el objetivo no era crear textos precisos y exactos históricamente, sino presentar una versión completa de la carrera de un autor ante los lectores». En principio, Mary Shelley quería publicar hasta la última sílaba del trabajo de su esposo; pero se vio obligada a omitir ciertos pasajes, ya sea bajo presión de su editor, Edward Moxon, o en deferencia al decoro público. Por ejemplo, eliminó los pasajes ateos del poema Reina Mab para su primera edición. Después de incluirlos en la segunda edición, Moxon fue procesado por libelo blasfemo ("blasphemous libel"), aunque logró evitar ser encarcelado. Las omisiones de Mary Shelley suscitaron críticas, las cuales a menudo fueron punzantes, por parte de los miembros del círculo de amistades de Percy Shelley, y los críticos profesionales la acusaron de, entre otras cosas, añadidos indiscriminados. Sus notas, no obstante, continuaron siendo fuente esencial para el estudio de la obra de Percy Shelley. Como explica Bennett, «los biógrafos y críticos se han puesto de acuerdo en que el compromiso de Mary Shelley en hacer famosas las obras de su esposo fue el único y principal medio que estableció la reputación de Percy durante un período en el que él no era reconocido».

## Reputación

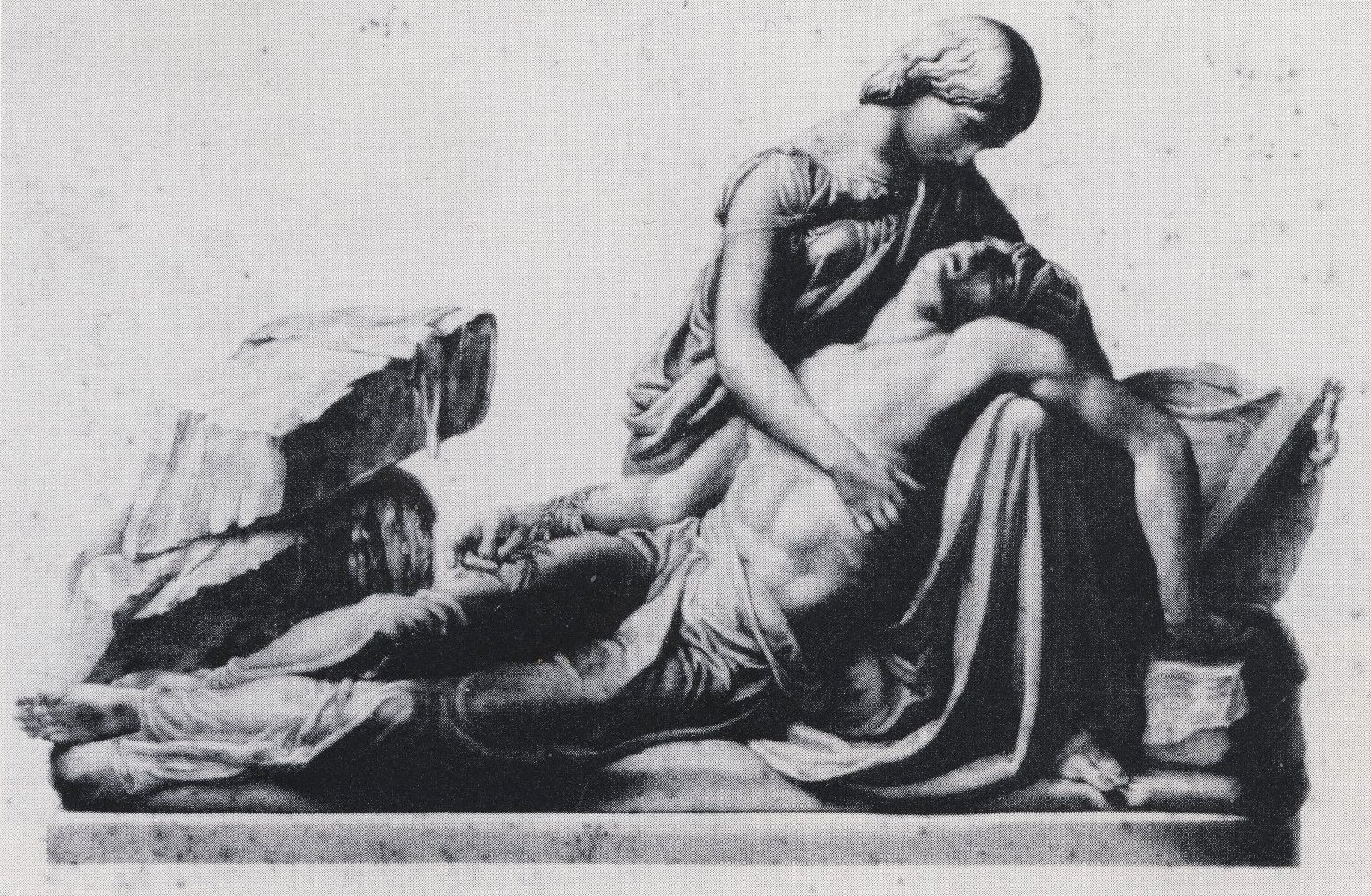
Grabado de George Stodart basado en un monumento a Mary y Percy Shelley de Henry Weekes (1853).

Durante su vida, Mary Shelley fue tomada en serio como escritora, pese a que los críticos habitualmente no apreciaban los rasgos políticos presentes en sus obras. A su muerte, sin embargo, fue principalmente recordada como la esposa de Percy Bysshe Shelley y la autora de Frankenstein. En efecto, en el prólogo de sus cartas publicadas en 1945, el editor Frederick Jones escribió que «analizar una colección de este tamaño no puede justificarse por la calidad general de las cartas o por la importancia de Mary Shelley como escritora. Es por haber sido esposa de Percy Shelley por lo que despierta nuestro interés». Esta forma de verla continuó hasta 1980, cuando Betty Bennett publicó el primer volumen de las cartas completas de Mary Shelley. Como ella explica, «el hecho es que hasta los últimos años los historiadores han recordado a Mary Wollstonecraft Shelley como la hija de William Godwin y Mary Wollstonecraft». La primera biografía completa de Shelley fue publicada por Emily Sunstein en 1989, y titulada Mary Shelley: Romance y Realidad.
Los intentos del hijo de Mary Shelley y de su nuera de «Victorianizar» su memoria censurando documentos biográficos, contribuyeron a crear una percepción de Shelley como una figura más convencional y menos reformista de lo que sugieren sus obras. Sus propias omisiones del trabajo de Percy Shelley y su evasión silenciosa de la controversia pública en sus últimos años de vida, sustentan esta impresión. Los comentarios de Hogg, Trelawny y otros admiradores de Percy Shelley tienden también a quitar importancia al radicalismo de Mary Shelley. La obra de Trelawny Records of Shelley, Byron, and the Author (1878) elogió a Percy Shelley a expensas de Mary, cuestionando su inteligencia, e incluso su autoría de Frankenstein. Lady Shelley, la esposa de Percy Florence, respondió en parte presentando una colección de cartas editada que había heredado, publicada en forma privada como Shelley y Mary en 1882.
Desde la primera adaptación teatral de Frankenstein en 1823 a las adaptaciones en el cine llevadas a cabo en el siglo XX, incluyendo las famosas versiones de James Whale en 1931, la de Mel Brooks en 1974 (El jovencito Frankenstein) y la de Kenneth Branagh de 1994, con Robert De Niro como protagonista, o Remando al viento de Gonzalo Suárez en 1987, el primer contacto con la obra para muchas audiencias ha sido a través de adaptaciones. Durante el siglo XIX, Mary Shelley comenzó a ser vista como la autora de una sola novela, en lugar de como la escritora profesional que en realidad era; la mayor parte de sus obras han permanecido fuera de la imprenta hasta los últimos treinta años, impidiéndose así un conocimiento más profundo de sus logros. En las décadas recientes, la reedición de casi todas sus obras estimuló un reconocimiento mayor de su valor. Sus hábitos de lectura y estudios intensivos, revelados en sus diarios y cartas y reflejados en sus trabajos, son actualmente mejor apreciados. La concepción de Shelley de ella misma como escritora también ha sido reconocida; tras la muerte de Percy, describió sus ambiciones como autora: «Creo que puedo mantenerme a mí misma, y hay algo inspirador en la idea». Los historiadores consideran a Mary Shelley como una de las principales figuras del romanticismo, autora significativa por sus logros literarios y por su importancia política como mujer y militante liberal.

## Lista de obras selectas
- History of a Six Weeks' Tour, 1817. Traducción al castellano: Historia de una excursión de seis semanas por Francia, Suiza, Alemania y Holanda, con cartas descriptivas de un viaje por el lago de Ginebra, y los glaciares de Chamouni , 2013. (Trad. Arturo Gonzalo Aizpiri) (Ed. Evohé, Madrid)
- Frankenstein; or, The Modern Prometheus, 1818. Traducción al castellano: Frankenstein,1995.  (Trad. María Engracia Pujals, Miguel Alfonso Rodríguez Cerro) (Ed. Anaya, Madrid)
- Mathilda,1819. Traducción al castellano: Mary; Maria / Mathilda 2011. (Trad. Íñigo Jáuregui, Cristina Suárez y Anne-Marie Lecouté) (Ed. Nórdica Libros, Madrid)
- Valperga; or, The Life and Adventures of Castruccio, Prince of Lucca, 1823. Traducible como: "Valperga" o "Vida y aventuras de Castruccio, príncipe de Lucca"
- Posthumous Poems of Percy Bysshe Shelley, 1824. Traducible como: "Poemas póstumos de Percy Bysshe Shelley"
- The Last Man, 1826.  Traducción al castellano: El último hombre, 2007. (Trad. Juanjo Estrella) (Ed. El Cobre, Barcelona)
- The Fortunes of Perkin Warbeck,1830. Traducible como: "Perkin Warbeck"
- Lodore, 1835. Traducible como: "Lodore"
- Falkner, 1837. Traducible como: "Falkner"
- The Poetical Works of Percy Bysshe Shelley,1839. Traducible como: "Obras poéticas de Percy Bysshe Shelley",
- Contribuciones en Lives of the Most Eminent Literary and Scientific Men, 1835- 39 parte de la obra de Dionysius Lardner Cabinet Cyclopedia. Traducción al castellano: Cervantes y Lope: vidas paralelas, 2016. (Trad. Antonio Sánchez-Jiménez) (Ed. Calambur, Madrid)
- Rambles in Germany and Italy in 1840, 1842, and 1843, 1844. Traducible como: "Caminatas en Alemania e Italia en 1840, 1842 y 1843"hi

La colección de las obras de Mary Shelley se encuentra en la sección Lord Abinger's Shelley Collection del depósito de la Biblioteca Bodleian, en la Biblioteca Pública de Nueva York (particularmente la Colección de Carl H. Pforzheimer de Shelley y su Círculo), la Biblioteca Huntington, la Biblioteca Británica y la Colección de John Murray.

## Apariciones en los medios
- The Frankenstein Chronicles, serie de Televisión del 2015 como una reimaginación en la que un detective investiga asesinatos con relacionados con el Galvanismo, y quien tiene la oportunidad de conocer a la autora de la novela (representada por Anna Maxwell Martin).
- Mary Shelley, película del 2017 acerca de su relación con su padre, con P. B. Shelley y otros autores y de la creación de Frankenstein.
- Doctor Who en el episodio de 2020 The Haunting of Villa Diodati, donde relata una de las noches donde ella se inspiró para la creación de Frankenstein.